# 사이버 밀실: 위험한 초대
《사이버 밀실: 위험한 초대》(Chatroom)는 영국에서 제작된 나카다 히데오 감독의 2010년 심리 스릴러 드라마 영화이다. 에런 테일러존슨 등이 주연으로 출연하였고 로라 헤이스팅스스미스 등이 제작에 참여하였다.

## 줄거리
윌리엄은 인터넷 대화방 "첼시 틴스!"를 열고 여기에서 만난 짐, 이바, 에밀리, 모와 온라인으로 교류한다. 윌리엄은 각자가 안고 있는 고민을 해결해주는 척하며 이들을 위험한 방향으로 이끈다.

## 출연

### 주연
- 에런 테일러존슨 - 윌리엄 콜린스, 자해 버릇이 있는 외톨이 십대 역
- 이머전 푸츠 - 이바, 동료에게 외모를 이유로 괴롭힘 당하는 모델 역
- 매슈 비어드 - 짐, 아버지에게서 버려진 우울증 환자 역
- 해나 머리 - 에밀리, 부모의 관심을 갈구하는 여성 역
- 대니얼 컬루야 - 모, 친구 사이의 어린 여동생 키샤를 좋아하는 소아성애증 의심자 역

### 조연
- 메건 도즈 - 그레이스 콜린스 역
- 미셸 페얼리 - 로지 역
- 니컬러스 글리브스 - 폴 콜린스 역
- 제이컵 앤더슨 - 사이 역
- 터펀스 미들턴 - 캔디 역
- 오필리아 러비본드 - 샬럿 역
- 리처드 매든 - 리플리 콜린스 역
- 어맨다 복서
- 매슈 애시퍼드
- 로레인 체셔
- 스칼릿 사벗
- 앨릭스 블레이크
- 도러시 앳킨슨
- 제럴드 홈

## 기타 제작진
- 라인 제작: 앤드루 릿빈
- 보조 제작: 해나 패럴, 페이 워드
- 배역: 니나 골드
- 미술: 존 헨슨
- 세트: 로버트 위슈즌헤이스
- 의상: 줄리언 데이